# Guadalcázar (Espanha)
Guadalcázar é um município da Espanha na província de Córdova, comunidade autónoma da Andaluzia. Tem 72,37 km² de área e em 2021 tinha 1 562 habitantes (densidade: 21,6 hab./km²).

## Demografia
| Variação demográfica do município entre 1991 e 2004 | Variação demográfica do município entre 1991 e 2004 | Variação demográfica do município entre 1991 e 2004 | Variação demográfica do município entre 1991 e 2004 |
| --------------------------------------------------- | --------------------------------------------------- | --------------------------------------------------- | --------------------------------------------------- |
| 1991                                                | 1996                                                | 2001                                                | 2004                                                |
| 1145                                                | 1161                                                | 1149                                                | 1215                                                |